# Černičí
Černičí (Duits: Tschernitsch of Tschernitsch bei Tschechtitz) is een Tsjechische plaats in de gemeente Čechtice, regio Midden-Bohemen, en maakt deel uit van het district Benešov. Het dorp ligt op 2,5 kilometer afstand van Čechtice.
Černičí telt 46 inwoners (2021).

## Geschiedenis
De eerste schriftelijke vermelding van het dorp dateert van 1305.
In 1960 werd Černičí, samen met Čechtice, ingedeeld bij het district Benešov.

## Verkeer en vervoer

### Autowegen
Er leidt een regionale weg naar het dorp.

### Spoorlijnen
Er is geen station in Černičí. Het dichtstbijzijnde station is in Zdislavice, op zo'n dertien kilometer afstand. Dat station ligt aan de spoorlijn van Benešov naar Vlašim.

### Buslijnen
Er is één bushalte in het dorp:
| Halte             | Lijn(en)    | Traject(en)                                                             | Vervoerder(s)                          |
| ----------------- | ----------- | ----------------------------------------------------------------------- | -------------------------------------- |
| Čechtice, Černičí | 842 843 846 | Dolní Kralovice - Vlašim Vlašim - Čechtice Čechtice - Ledeč nad Sázavou | CŠAD Benešov CŠAD Benešov CŠAD Benešov |

## Bezienswaardigheden
- Dorpskapel

## Galerij

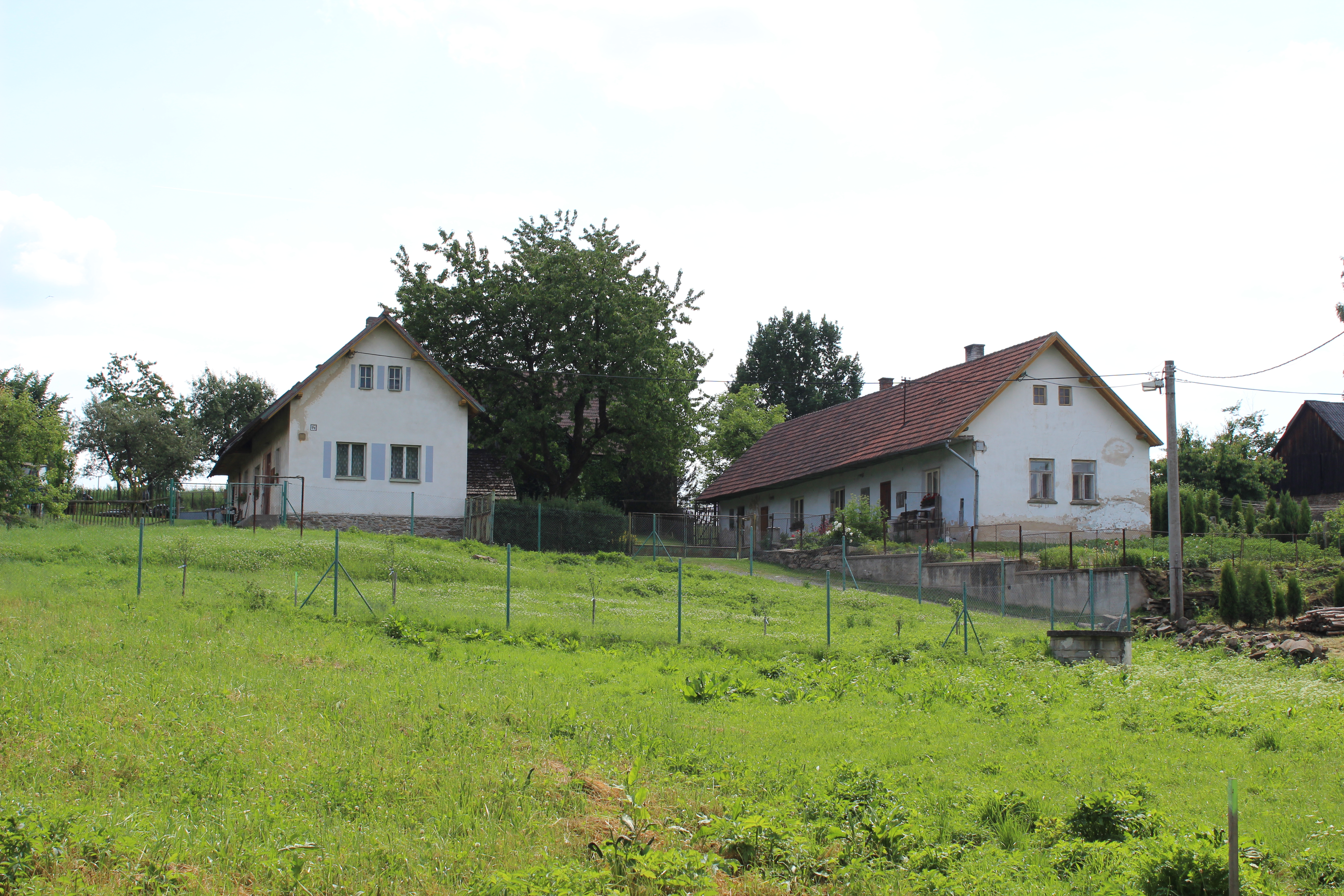
Huizen in het dorp (2014)
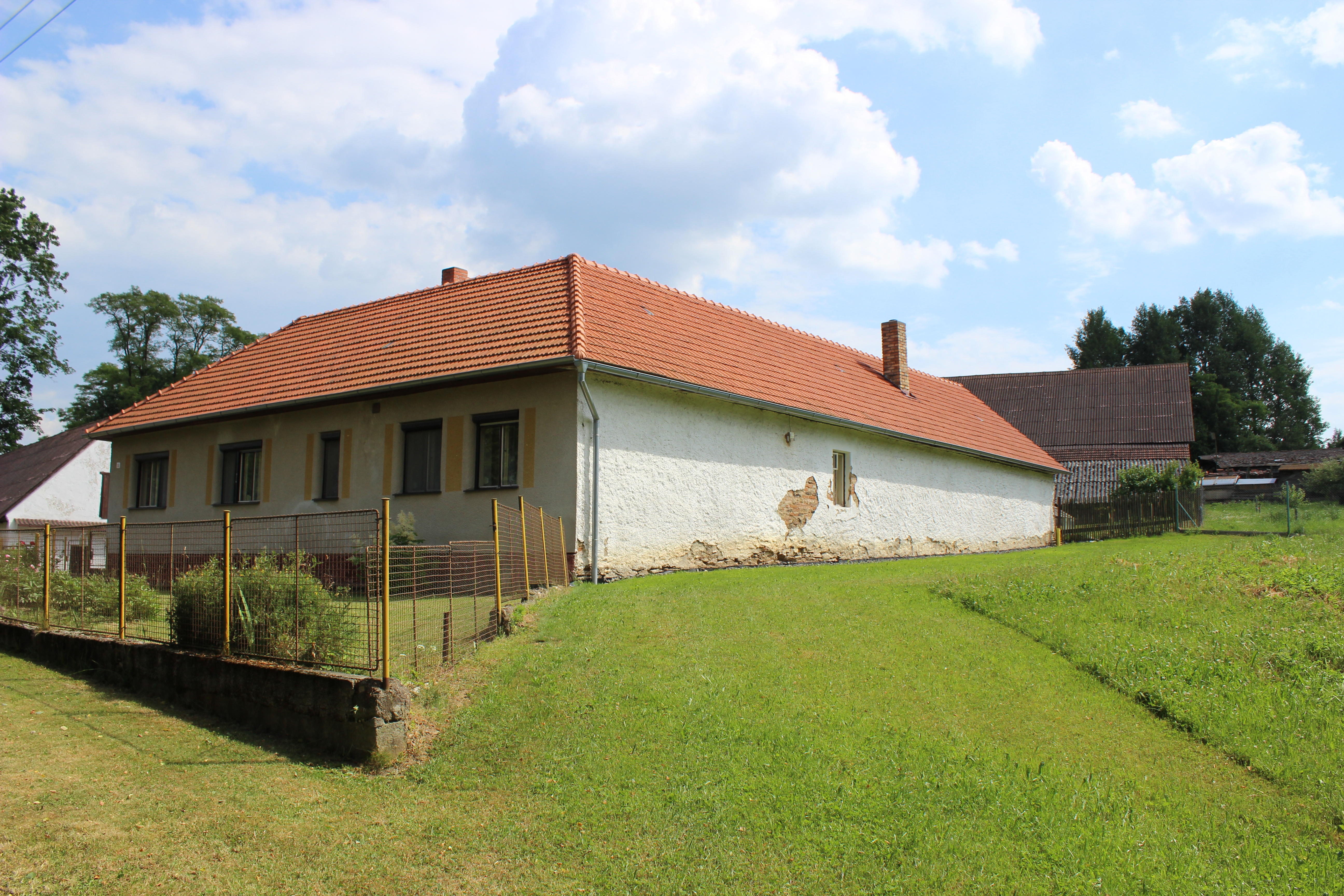
Huis in het dorp (2014)
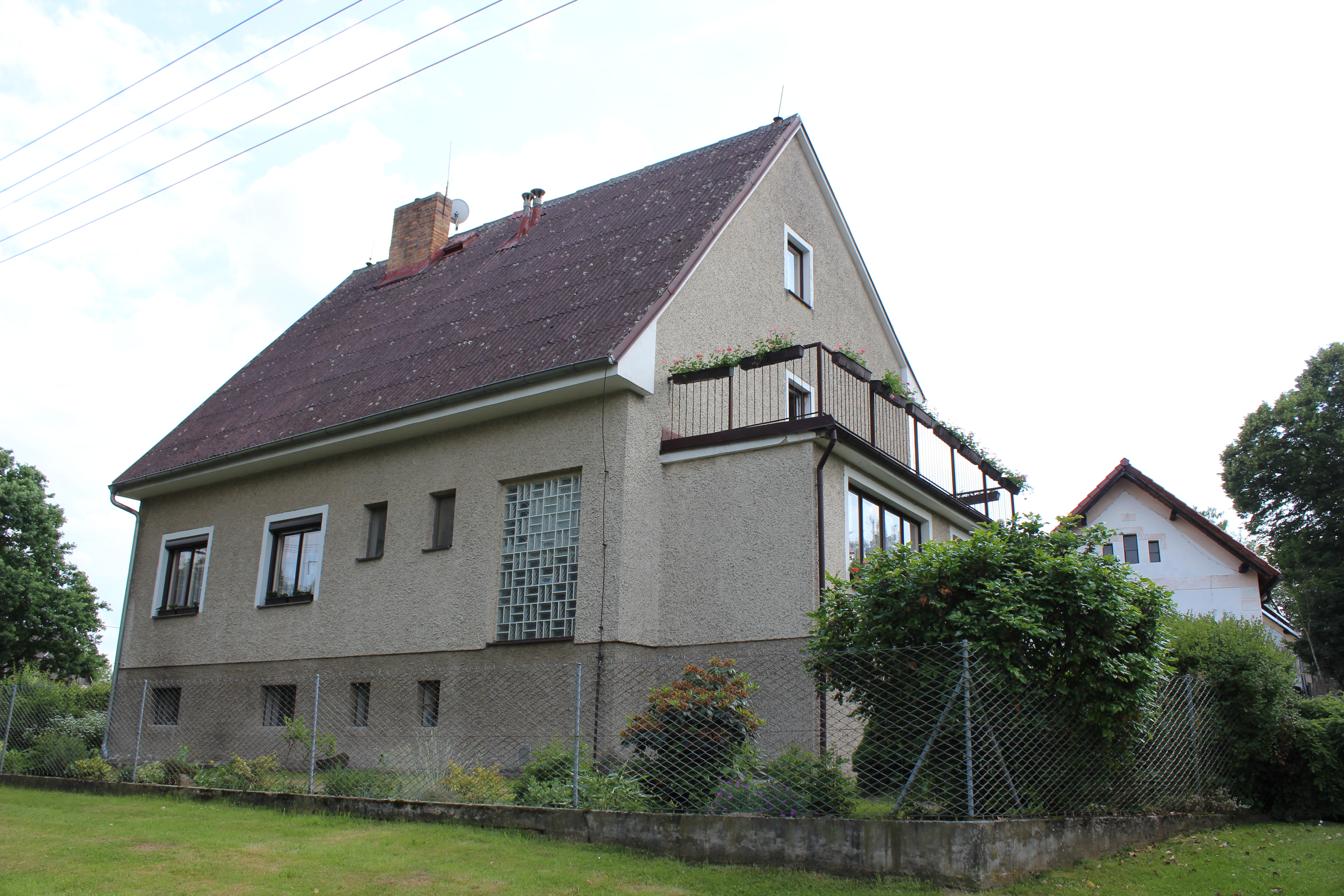
Huis in het dorp (2014)
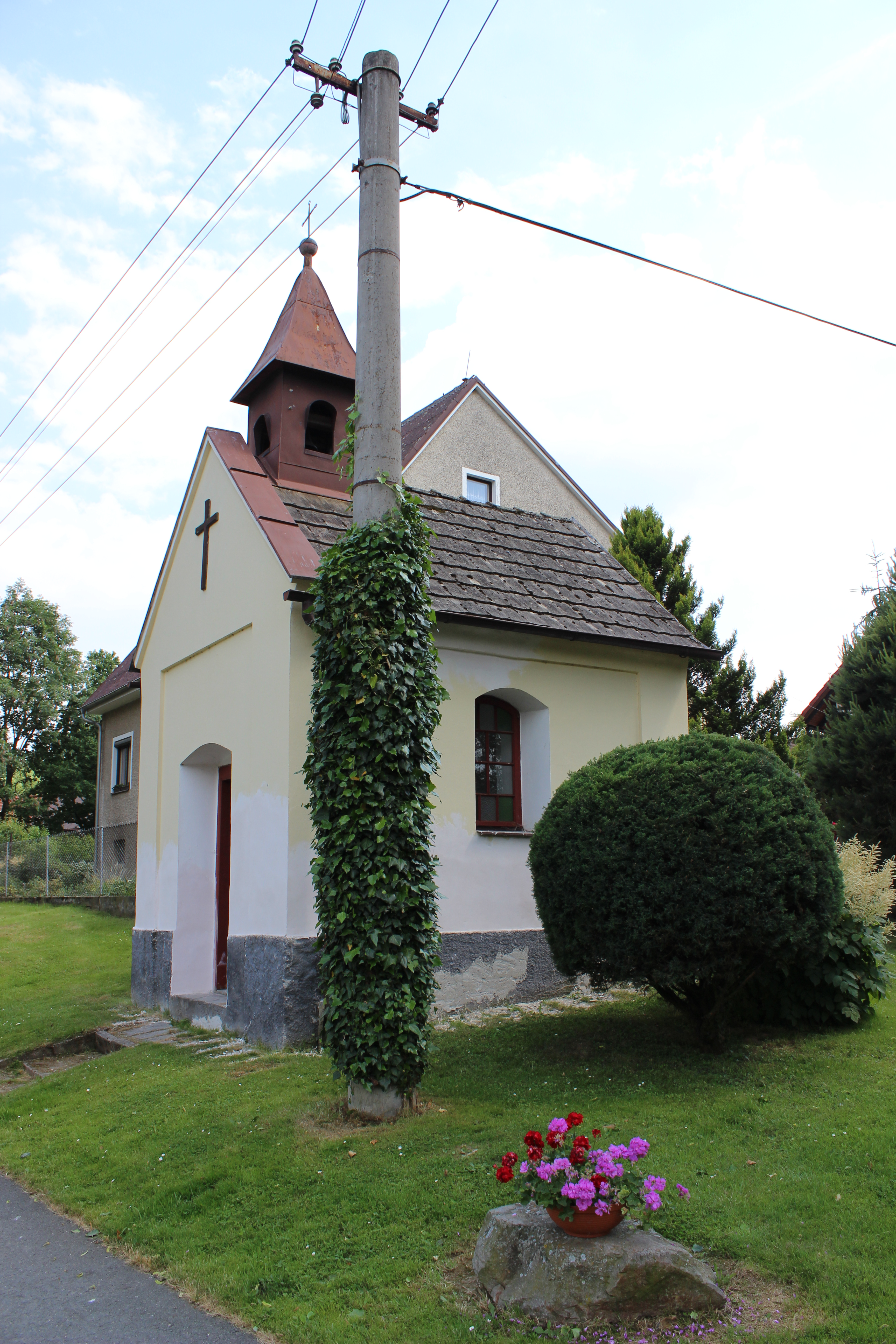
Dorpskapel - buitenzijde (2014)
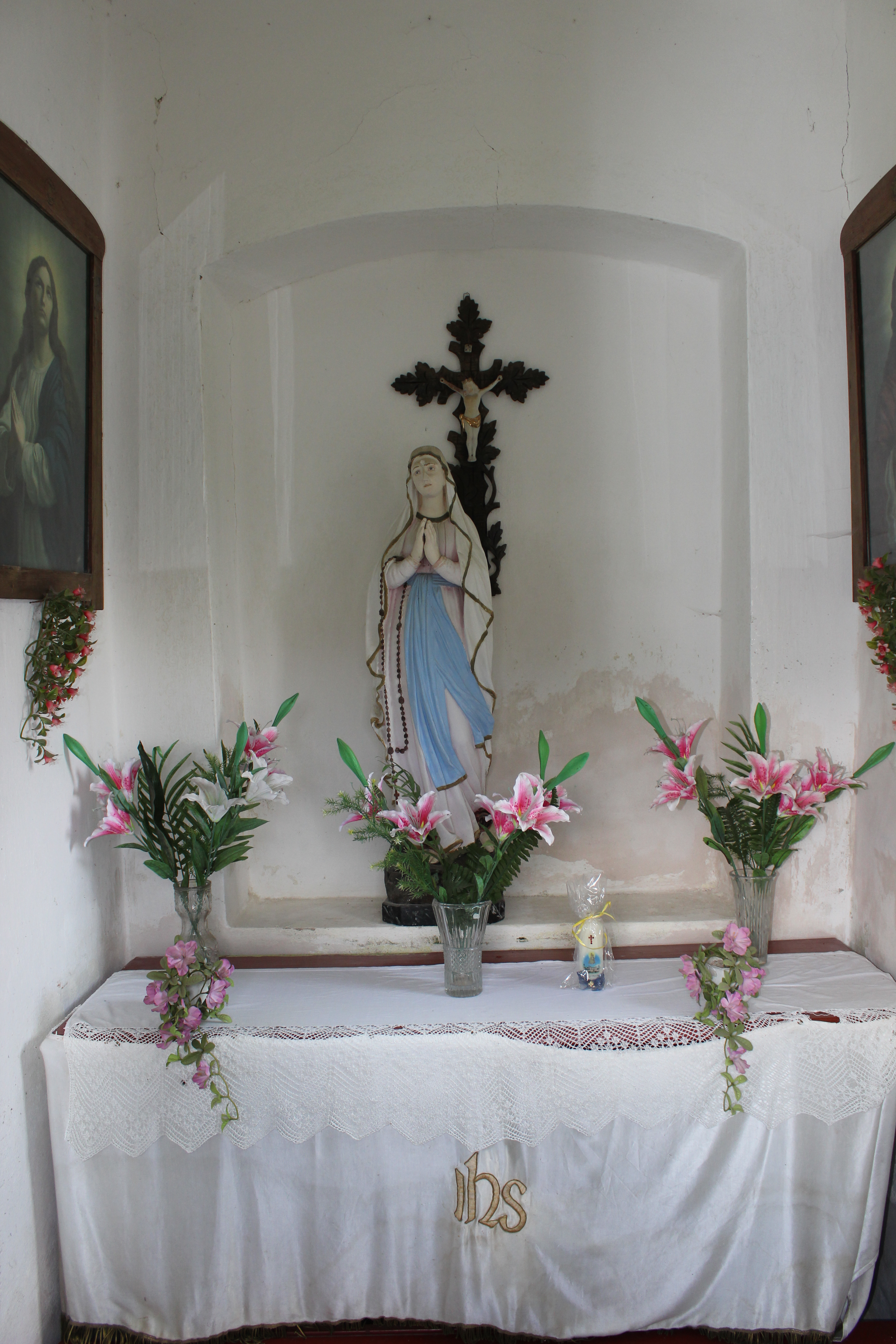
Dorpskapel - binnenzijde (2014)